# Шакира
Шаки́ра Изабе́ль Меба́рак Рипо́ль (исп. Shakira Isabel Mebarak Ripoll; род. 2 февраля 1977, Барранкилья), более известная мононимно как Шакира (Shakira) — колумбийская певица, автор песен, танцовщица, музыкальный продюсер, хореограф и модель.
Широко известна как наиболее успешная латиноамериканская артистка, добившаяся успеха к началу 2000-х на испаноязычном и на англоязычном музыкальных рынках. Имя певицы в переводе с арабского (араб. شاكِرة‎ šākira) означает «благодарная», а на хинди — «богиня света». Родилась и выросла в Барранкилье. Начала выступать в школе, проявляя интерес к музыке латиноамериканского, арабского направлений и рок-н-роллу. Имела способности к танцу живота.
Шакира выпустила первые студийные альбомы Magia и Peligro в начале 1990-х, но не добилась коммерческого успеха; однако её известность возросла в Латинской Америке с дебютным альбомом на главном лейбле Pies Descalzos (1996) и с четвёртым альбомом Dónde Están los Ladrones? (1998).
Шакира вошла на англоязычный рынок с пятым альбомом Laundry Service (2001). Его главный сингл «Whenever, Wherever» стал самым продаваемым в 2002 году. Её успех был подтверждён шестым и седьмым альбомами Fijación Oral, Vol. 1 и Oral Fixation, Vol. 2 (2005), с последнего вышла самая продаваемая песня XXI века «Hips Don’t Lie». Восьмой и девятый альбомы She Wolf (2009) и Sale el Sol (2010) получили одобрение у критиков, но не были раскручены из-за напряжённых отношений с лейблом Epic Records. Её официальная песня для Чемпионата мира по футболу 2010 «Waka Waka (This Time for Africa)» стала самой продаваемой песней Мирового Кубка за все времена. С более чем 3 миллиардами просмотров клип на неё является одним из самых просматриваемых видео на YouTube, а клип на песню «Chantaje» имеет более 2,7 миллиарда просмотров. По состоянию на январь 2023 года на YouTube канал Shakira подписано 40 миллионов пользователей. С 2013 года Шакира была судьёй на американской версии «Голоса» в четвёртом и шестом сезонах. Выходу её десятого альбома Shakira (2014) предшествовал главный сингл «Can’t Remember to Forget You».
Шакира выиграла много наград, включая пять «MTV Video Music Awards», две Грэмми, восемь «Латинских Грэмми», семь Billboard Music Awards, двадцать восемь Billboard Latin Music Awards и номинацию на «Золотой глобус». У неё есть звезда на «Аллее славы», и она одна из самых продаваемых артистов всех времён с продажами более 70 миллионов альбомов (по другим данным — более 60 миллионов записей) по всему миру. Помимо работы в музыкальной индустрии Шакира задействована в филантропии через благотворительную деятельность и бенефисы, в особенности благодаря её фонду Pies Descalzos Foundation, выступлению на «Климатической инициативе Клинтона» (CCI), проекте бывшего американского президента Билла Клинтона, и приглашению в Овальный Кабинет Президента Барака Обамы в феврале 2010 года, чтобы обсудить развитие детей раннего возраста. В 2013 и 2014 годах Шакира была в списках «Форбс» 100 самых влиятельных женщин в мире.

## Детство
Родилась 2 февраля 1977 года в Барранкилье. Она единственный ребёнок Нидии Риполь и Уильяма Мебарака Шадида. По отцовской линии её предки эмигрировали из Ливана в Нью-Йорк, где родился её отец. Со стороны матери, Нидии Риполь, у неё испанские (каталонские и кастильские) и итальянские корни. У неё восемь старших единокровных братьев и сестёр от предыдущего брака отца.
Шакира провела почти всю юность в Барранкилье. Она очень рано научилась читать и писать. Шакира написала своё первое стихотворение «La rosa de cristal» («Хрустальная роза»), когда ей было четыре года. Когда она подросла, она осталась под впечатлением от того, как её отец писал истории на пишущей машинке и попросила одну такую на Рождество. У неё появилась пишущая машинка в семь лет, и она продолжила писать стихи. В итоге эти стихи легли в основу её песен. Когда Шакире было 2, старший сводный брат разбился на мотоцикле, и в восемь Шакира написала свою первую песню «Tus gafas oscuras» («Твои тёмные очки»), посвятив её отцу, который годами ходил в тёмных очках, чтобы скрыть своё горе.
Когда Шакире было четыре, отец взял её в ресторан средиземноморской кухни, где Шакира впервые услышала о думбэке, этническом барабане, который использовался в арабской музыке и под который обычно танцевали танец живота. Она начала танцевать на столе и поняла, что хочет выступать на сцене. Ей понравилось петь для одноклассников и учителей (и даже монахинь) в католической школе, но во втором классе она ушла из школьного хора потому, что её вибрато оказалось слишком сильным. Учитель музыки сказал ей, что она воет «как козёл». В школе она познакомилась с «танцовщицей бэллидэнса», которая давала ей уроки каждую пятницу в школе. «Вот как я обнаружила, что я страстно желаю выступать на сцене», — сказала она. Чтобы Шакира была благодарна за своё воспитание, отец отвел её в местный парк, чтобы показать, как живут дети-сироты. Эта картина осталась в её памяти навсегда, и тогда она сказала себе «однажды я помогу этим детям, когда стану известной артисткой».
В возрасте от десяти до тринадцати лет Шакиру приглашали на различные мероприятия в Барранкилье, чем она заработала некоторое признание в этой области. Это было как раз то время, когда она встретила местного театрального продюсера, Монику Аризу, которая была под впечатлением от неё и в результате стала помогать ей продвигаться дальше в карьере. Во время полёта из Барранкильи в Боготу Ариза убедила исполнительного продюсера Sony Colombia, Чиро Варгаса, прослушать Шакиру в фойе отеля. Шакира завоевала высокое уважение от Варгаса, который вернулся в офис Sony и отдал кассету артистическому директору. Однако директор не был особо рад и подумал, что Шакира является «гиблым делом». Это не остановило Варгаса, он все ещё был убежден, что у Шакиры есть талант, и провел прослушивание в Боготе. Он организовал приезд руководителей Sony Colombia на прослушивание, чтобы удивить их выступлением Шакиры. Она исполнила три песни, и они были достаточно поражены, чтобы подписать с ней контракт.

## Карьера

### 1990—1994: начало
Дебютный альбом Шакиры Magia был записан на Sony Music Colombia в 1990 году, когда ей было 13 лет. Песни — это сборник, сделанные ею в 8 лет, смешанные с поп-рок-балладами и диско-песнями с электронным аккомпанементом, однако он не был раскручен из-за отсутствия единства записи и производства. Альбом был выпущен в июне 1991 года и с ещё тремя синглами. Хотя он хорошо был принят на колумбийском радио и прославил юную Шакиру, альбом провалился коммерчески с продажами 1 200 копий по всему миру. После слабого появления Magia лейбл Шакиры убедил её вернуться в студию, чтобы выпустить ещё одну запись. Несмотря на малую известность за пределами родной Колумбии, Шакиру пригласили выступать на чилийском Фестивале песен в феврале 1993 года. Фестиваль предоставлял шанс латиноамериканским певцам исполнить свои песни, а победителя выбирали судьи. Шакира исполнила балладу «Eres» («Ты») и выиграла третье место. Одним из судей, который проголосовал за неё, был тогда 20-летний Рики Мартин.
Второй студийный альбом Peligro был выпущен в марте, но Шакире не понравился конечный результат, главным образом из-за несогласия с производством. Альбом был лучше принят, чем Magia, хотя он тоже провалился коммерчески из-за отказа Шакиры раскручивать его. Потом Шакира решила взять перерыв, чтобы закончить старшую школу. В том же году Шакира снялась в главной роли в сериале «The Oasis», основанном на реальных событиях после трагедии Невадо-дель-Руиса в 1985 году. С тех пор альбомы были изъяты из выпуска и считались не официальными альбомами Шакиры, а скорее промоальбомами. Шакира в начале написала песню «¿Dónde Estás Corazón?» (позже изданную в альбоме Pies Descalzos) для сборника Nuestro Rock в 1995 году, выпущенного эксклюзивно в Колумбии. Альбом Pies Descalzos принёс ей огромную популярность в Латинской Америке за счёт хитов «Estoy Aquí,» «Pies Descalzos, Sueños Blancos» и «Dónde Estás Corazón». Шакира записала также три трека на португальском: «Estou Aqui», «Um Pouco de Amor» и «Pés Descalços».

### 1995—2000: латиноамериканский прорыв
Шакира вернулась к записи музыки под лейблом «Sony Music» вместе с Columbia в 1995 году с Луисом Ф. Очоа, используя музыкальные течения многих стран и стиль Аланис Мориссетт, который повлиял на два её следующих альбома. Эти записи вышли с по счёту третьего и с главного лейбла дебютного альбома Pies Descalzos. Запись альбома началась в феврале 1995 года после успеха сингла «¿Dónde Estás Corazón?». Sony дал Шакире $100 000, чтобы создать альбом, так как они полагали, что альбом распродастся не более чем 100 000 копиями. С этого альбома Шакира начала создавать свою собственную музыку, улучшая вокал и больше всего практикуя творческий подход к своей музыке. Во многом под влиянием американского альтернативного рынка и британских групп, таких как The Pretenders, песни в альбоме мелодичны, музыкально ошеломительны и выдержаны, с мудрыми словами и электронным и акустическим смешением, которое, в сущности, изменило стереотип латиноамериканской музыки с уверенным звучанием, которое до этого никто не создавал.
Альбом Pies Descalzos был выпущен в феврале 1996 года, он дебютировал на первой строке в восьми различных странах. Однако он достиг только сто восьмидесятой строки в U.S. Billboard Hot 100, но пятой в U.S. Billboard Top Latin Albums. Из альбома вышло шесть хитов: «Estoy Aquí», который достиг в США второй строки в латиноамериканском чарте, «¿Dónde Estás Corazón?», который достиг в США пятой строки в латиноамериканском чарте, «Pies Descalzos, Sueños Blancos», который достиг в США одиннадцатой строки в латиноамериканском чарте, «Un Poco de Amor», который достиг в США шестой строки в латиноамериканском чарте, «Antología», который достиг пятнадцатой строки в U.S. Latin Pop Songs, и «Se quiere, Se Mata», который достиг в США шестой строки в латиноамериканском чарте. В августе 1996 года RIAA сертифицировал альбом как платиновый.
В марте 1996 Шакира отправилась в свой первый международный тур Tour Pies Descalzos. Тур состоял из 20 шоу и закончился в 1997 году. В том же году Шакира получила награду Billboard Latin Music Awards в категории «Альбом года» за Pies Descalzos, «Видео года» за «Estoy Aqui» и Лучший новый исполнитель. Pies Descalzos позже был распродан 5 миллионами копий, это подтолкнуло к выпуску альбома ремиксов The Remixes. В The Remixes также вошли португальские версии нескольких хорошо известных песен, которые были записаны в результате её успеха на бразильском рынке, где Pies Descalzos был распродан примерно миллионом копий.
Её четвёртый студийный альбом Dónde Están los Ladrones?, который полностью продюсировала Шакира (и Эмильо Эстефан-младший — в качестве исполнительного продюсера), был выпущен в сентябре 1998 года. Альбом был написан после инцидента в аэропорту, в котором был украден её чемодан с текстами песен; он стал большим хитом после Pies Descalzos. Альбом достиг пика на сто тридцать первой строке в U.S. Billboard 200 и держался на верхушке U.S. Latin Albums одиннадцать недель. Он был распродан более миллионом копий (только в США было распродано 1,5 миллиона), став одним из самых продаваемых испаноязычных альбомов в США. Вышло восемь синглов из альбома: «Ciega, Sordomuda», «Moscas En La Casa», «No Creo», который стал её первым синглом, попавшим в чарт U.S. Billboard Hot 100, «Inevitable», «Tú», «Si Te Vas», «Octavo día» и «Ojos Así». За последние две песни Шакира получила награду «Латиноамериканская Грэмми», а шесть из восьми синглов попали в топ-40 в США в латиноамериканские чарты.
Шакира также получила свою первую номинацию на «Грэмми» в 1999 году в категории «Лучший латиноамериканский рок/Альтернативный альбом». Первый концертный альбом Шакиры MTV Unplugged был записан в Нью-Йорке 12 августа 1999 года. Крайне расхваленный американскими критиками, он стал одним из самых лучших выступлений. Этот концертный альбом заработал «Грэмми» в категории «Лучший латиноамериканский поп-альбом» в 2001 году и продажи более 5 миллионов по всему миру. В марте 2000 она уехала в свой тур Tour Anfibio на два месяца по Латинской Америке и США. В августе 2000 года она выиграла MTV Video Music Award «Выбор людей» — «Любимый международный исполнитель» за «Ojos Así». В сентябре 2000 года Шакира исполнила «Ojos Así» на инаугурационной церемонии Latin Grammy Awards, где она была номинирована в пяти категориях: «Альбом года» и «Лучший поп-вокальный альбом» за MTV Unplugged, «Лучшее женское рок-вокальное исполнение» за «Octavo Día», «Лучшее поп-вокальное исполнение» и «Лучшее короткометражное видео» за «Ojos Así». Она выиграла две «Грэмми».

### 2001—2004: переход на англоязычный рынок сLaundry Service
После успеха Dónde Están los Ladrones? и MTV Unplugged Шакира начала работать над международным альбомом. Она работала более года над новым материалом для альбома. «Whenever, Wherever» («Suerte» в испанских странах) был выпущен первым и главным синглом из первого англоязычного альбома и пятого студийного в период с августа 2001 года по февраль 2002 года. На песню во многом повлиял жанр музыки инков, включая чаранго и флейту Пана в инструментах. Она получила международный успех, достигнув первой позиции во многих странах. И такой же успех у неё был в США, достигнув шестой строки в Hot 100. В 2003 году Шакира написала песню «Come Down Love» с Тимом Митчелом для голливудского фильма Ограбление по-итальянски с Шарлиз Терон и Марком Уолбергом в главных ролях, но песня не вошла в саундтрек к фильму.

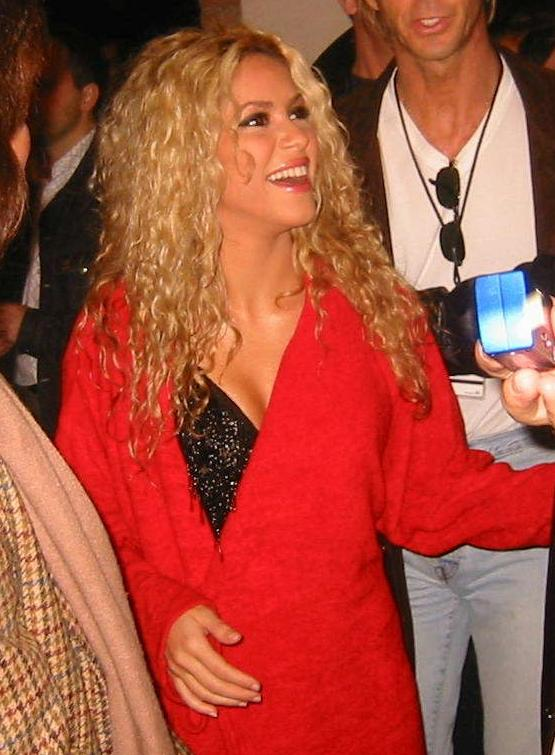
Шакира перед её туром Tour of the Mongoose (2003)

Пятый студийный и первый англоязычный альбом Laundry Service (Servicio De Lavanderia в Латинской Америке и Испании) был выпущен 13 ноября 2001 года. Альбом дебютировал на третьей позиции в U.S. Billboard 200 с продажами более 200 000 записей на первой неделе. Альбом позднее был сертифицирован трижды Платиновым по данным RIAA в июне 2004 года. Он помог утвердиться Шакире на рынке Северной Америки. Из альбома было выпущено семь синглов «Whenever, Wherever» / «Suerte», «Underneath Your Clothes», «Objection (Tango)» / «Te Aviso, Te Anuncio (Tango)», «The One», «Te Dejo Madrid», «Que Me Quedes Tú» и «Poem to a Horse».
Рок и испанский танцевальный альбом пошёл вразрез с англоязычным рынком, тем самым получив средний успех среди критиков, некоторые из которых заявили, что у неё слабые навыки английского, чтобы писать песни для Rolling Stone и «она звучит глупо» или «магия Шакиры потерялась в переводе». Шакиру также раскритиковали её латиноамериканские фанаты за то, что она бросила свои фолк и рок корни в пользу современной американской поп-музыки. Несмотря на этот факт, альбом стал самым продаваемым в 2002 году с продажами более 20 миллионов копий по всему миру и стал самым успешным альбомом за всю её карьеру на сегодняшний день. В то время Шакира также выпустила четыре песни для Pepsi для продвижения на англоязычном рынке: «Ask for More», «Pide Más», «Knock on My Door» и «Pídeme el Sol».
В 2002 году в передаче MTV Icon по случаю выбора Aerosmith в апреле 2002 года Шакира исполнила «Dude (Looks Like a Lady)». Она также присоединилась к таким звёздам, как Шер, Уитни Хьюстон, Селин Дион, Мэри Джей Блайдж, Анастейша и Dixie Chicks для концерта VH1 Divas Live Las Vegas. В сентябре она выиграла «MTV Video Music Awards» в категории «Международный Выбор Зрителей» за «Whenever, Wherever». Она также выиграла Latin Grammy Award в категории «Лучшее Короткометражное Музыкальное Видео» за испанскую версию песни. В октябре она выиграла пять MTV Video Music Awards Latin America в категории «Лучшая Исполнительница», «Лучшая Поп Исполнительница», «Лучшая Исполнительница — Северный (Регион)», «Видео Года» (за «Suerte»), «Исполнительница Года». В ноябре она отправилась в Tour of the Mongoose с 61 шоу в мае 2003 года. Это был её первый всемирный тур по Северной Америке, Южной Америке, Европе и Азии. Лейбл Шакиры Sony BMG выпустил испаноязычный сборник лучших хитов Grandes Éxitos. DVD и концертный альбом с 10 треками, под названием Live & Off the Record был выпущен в 2004 году с продажами 3 миллиона копий по всему миру и в его поддержку «Tour of the Mongoose».

### 2005—2007:Fijación Oral, Vol. 1тOral Fixation, Vol. 2
Шестой альбом Шакиры Fijación Oral, Vol. 1 был выпущен в июне 2005 года. Главный сингл альбома «La Tortura» достиг топ- 40 в the Hot 100. В песне принял участие испанский певец Алехандро Санс. Шакира стала первой артисткой, которая исполнила испаноязычную песню на MTV Video Music Awards в 2005 году. Несмотря на небольшие ожидания, альбом был более, чем хорошо принят. Он стартовал четвёртой строкой в Billboard 200 с продажами 157,000 копий на первой неделе. Он был распродан более двумя миллионами копиями в США, заработав 11 раз Платиновый статус (в Латинской Америке) по данным RIAA. Благодаря продажам на первой неделе, у альбома был самый высокий дебют за все время для испаноязычного альбома. Спустя день после релиза в Латинской Америке альбом заработал сертификации. В Венесуэле он заработал Платиновую сертификацию, трижды Платиновую в Колумбии, в то время как в Мексике у альбома увеличились продажи? и он стал недоступным уже на следующий день после релиза. Альбом был распродан более одним миллионом копий за три дня по всему миру. Из альбома были выпущены ещё четыре других сингла. «No», «Día de Enero», «La Pared» и «Las de la Intuición», которые достигли первой строки в чартах всего мира. Fijación Oral, Vol. 1 был распродан более 4 миллионами копиями по всему миру.
8 февраля 2006 Шакира выиграла второй «Грэмми» в категории «Лучший Латиноамериканский Рок/Альтернативный Альбом» за Fijación Oral, Vol. 1. Она получила четыре «Латиноамериканских Грэмми» в ноябре 2006 года, выиграв в категориях «Запись Года», «Песня Года» за «La Tortura», «Альбом Года» и «Лучший Поп Вокальный Альбом» за Fijación Oral, Vol. 1.

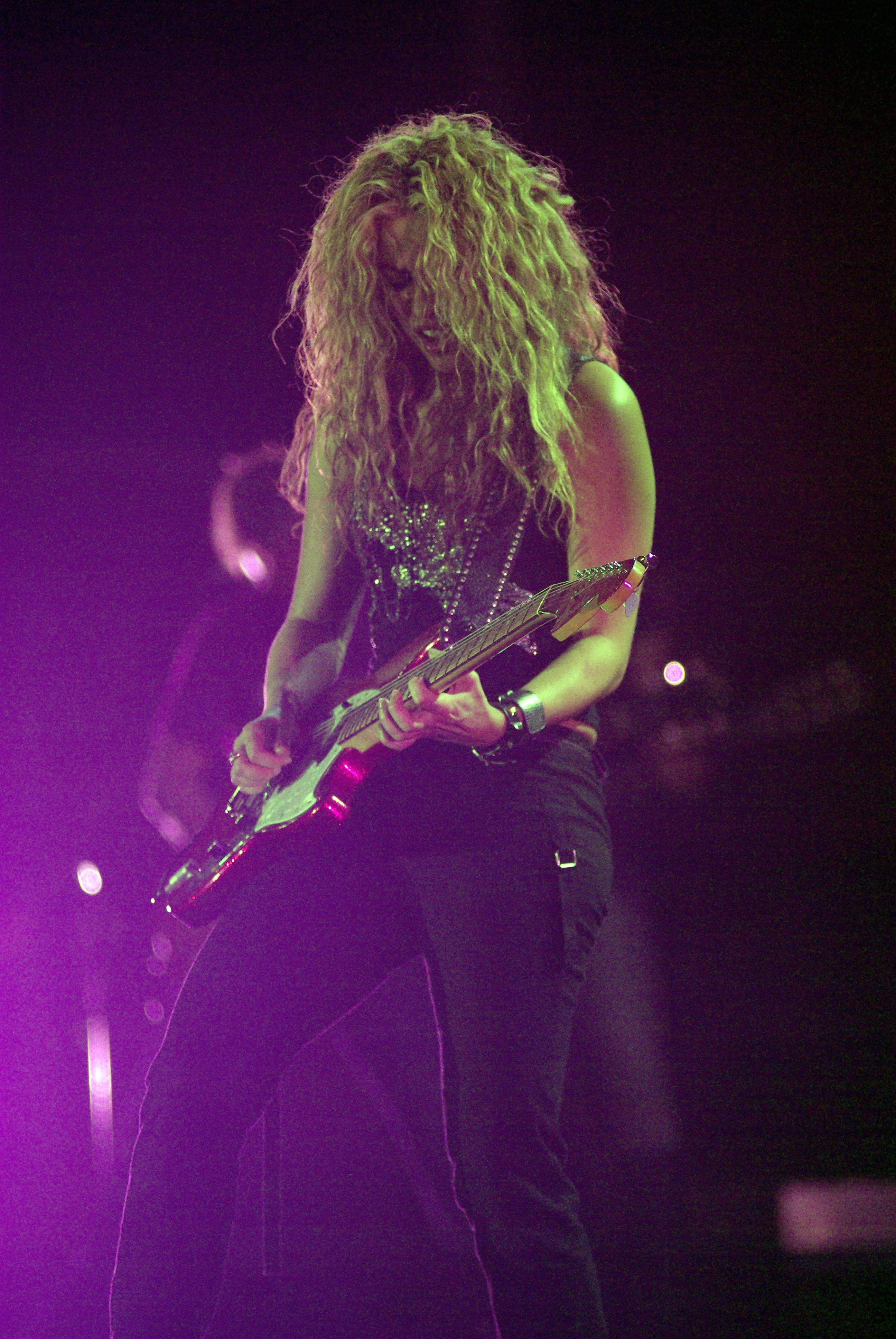
Шакира на фестивале Rock in Rio (2006)

Главный сингл для седьмого студийного альбома Шакиры, Oral Fixation, Vol. 2, «Don't Bother», провалился в чартах США, не достигнув даже топ-40 в Hot 100. Однако, он достиг топ-20 во многих странах. Второй англоязычный альбом Шакиры и седьмой студийный альбом Oral Fixation, Vol. 2 был выпущен 29 ноября 2005 года. Альбом дебютировал пятой строкой в Billboard 200 с продажами 128,000 копий на первой неделе. Альбом был распродан 1.8 миллионом записей в США и более 8 миллионами копиями по всему миру.
Вопреки коммерческому провалу главного сингла в США, из альбома вышло ещё два сингла. «Hips Don't Lie» при участии Вайклефа Жана был выпущен вторым синглом из альбома в феврале 2006 года. Песня стала самым продаваемым синглом 21-го века и первым синглом Шакиры, достигшим первой позиции в Billboard Hot 100 и в более, чем пятидесяти пяти странах. Шакира и Вайклеф Жан также записали Бамбуковую версию песни для официальной темы Чемпионата мира по футболу 2006. Позже Шакира выпустила третий и финальный сингл «Illegal» при участии Карлоса Сантаны в ноябре 2006 года. В июне 2006 года она отправилась в тур Oral Fixation Tour. Он продолжался с июня 2006 года по июль 2007 года и состоял из 125 шоу в шести странах. Одно шоу в Мехико было бесплатное, на него пришло более 200,000 человек. Этот концерт побил все рекорды по самому многочисленному присутствию за всю мексиканскую историю. В феврале 2007 года Шакира выступила в первый раз на 49-й церемонии «Грэмми» и заработала номинацию в категории «Лучшее Лучшее Совместное Вокальное Поп-Исполнение» за «Hips Don’t Lie» с Вайклефом Жаном.
В конце 2006 года Шакира и Алехандро Санс записали дуэт Te lo Agradezco, Pero No, который появился в альбоме Санса El Tren de los Momentos. Песня была хитом топ-10 в Латинской Америке и занимала верхушку Billboard Hot Latin Tracks. Шакира также сотрудничала с Мигелем Бозе в дуэте «Si Tú No Vuelves», который был выпущен в альбоме Бозе Papito. В начале 2007 Шакира работала с американской R&B певицей Бейонсе для трека «Beautiful Liar», который был выпущен вторым синглом из эксклюзивного альбома Бейонсе B'Day. В апреле 2007 года сингл перепрыгнул через девяносто одну позицию — с девяносто четвёртой на третью в Billboard Hot 100, — поставив рекорд как самый большой подъём вверх за всю историю чарта. Также он был на первой позиции в UK Singles Chart. Песня заработала номинацию на «Грэмми» в категории «Лучшее Совместное Вокальное Поп Исполнение». Шакира приняла участие в песни Энни Леннокс «Sing» из альбома Songs of Mass Destruction, на котором также приняли участие двадцать три другие певицы. В конце 2007 года Шакира и Вайклеф Жан записали второй дуэт «King and Queen». Песня появилась в альбоме Жана в 2007 году Carnival Vol. II: Memoirs of an Immigrant.
Шакира написала слова и была соавтором музыки для двух новых песен, которые появились в фильме Любовь во время холеры, основанном на общеизвестном романе колумбийского писателя Габриэля Гарсии Маркеса. Гарсия Маркес лично попросил Шакиру написать песни. Песни, которые Шакира создала для фильма были «Pienso en ti» из успешного альбома Pies Descalzos, «Hay Amores» и «Despedida». «Despedida» был номинирован на «Лучшую Оригинальную Песню» на 65-м «Золотом Глобусе».

### 2008—2012:She WolfиSale el Sol

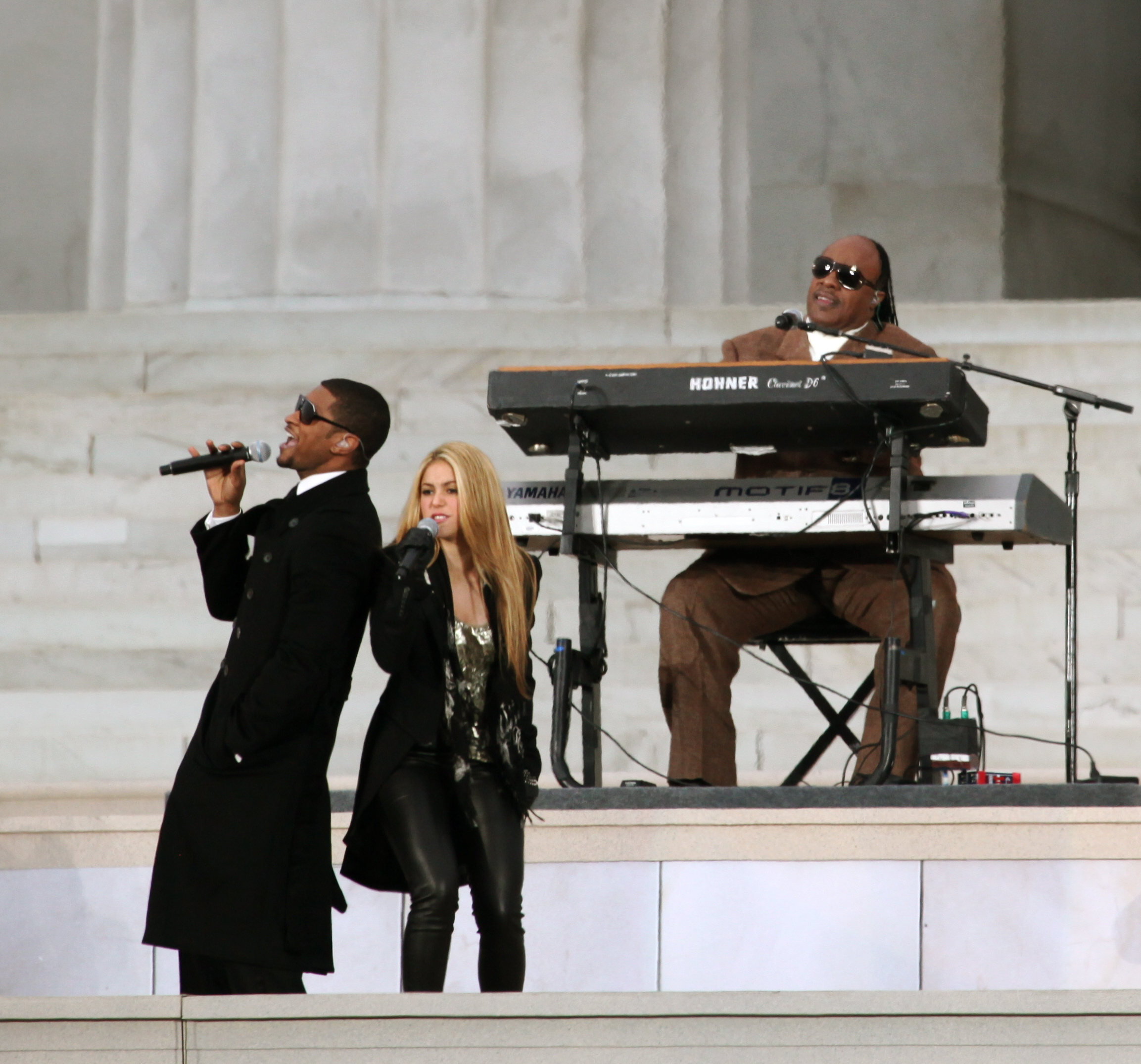
Шакира выступает с Ашером и Стиви Уандером на Инаугурации Президента Обамы у Мемориала Линкольну (2009)

В начале 2008 Forbes назвал Шакиру четвёртой самой высокооплачиваемой артисткой в музыкальной индустрии. Позже в июле Шакира заполучила контракт на 300 миллионов долларов с Live Nation, международной крупнейшей компанией по организации концертов, на десять лет. Эта группа также является записывающим лейблом, который раскручивает, а не управляет музыкой записывающих артистов. Контракт Шакиры с Epic Records должен был распространяться на три альбома: один на английском, один на испанском и один сборник, но при переходе в компанию концерты и другие права Live Nation начали действовать незамедлительно.
В январе 2009 года Шакира выступила у Мемориала Линкольну с «We Are One» на празднике в честь инаугурации Президента Барака Обамы. Она исполнила «Higher Ground» со Стиви Уандером и Ашером. В марте Шакира появилась в альбоме Cantora 1 аргентинской фолк-певицы Мерседес Сосы в песне «La Maza», которую они исполнили на концерте ALAS в Буэнос-Айресе в мае 2008 года.
«She Wolf», главный сингл из восьмого студийного альбома Шакиры, вышел в свет 13 июля 2009 года. Шакира написала и продюсировала песню с Джоном Хиллом и Сэмом Эндикоттом (солист и автор песен из рок-группы The Bravery). Испанская версия «Loba» вышла в свет в тот же день. «She Wolf» и «Loba» стали доступны в цифровом формате на следующий день. Клип для «She Wolf» вышел в свет на MTV 30 июля 2009 года. У сингла был всемирный успех, достигнув первой строки в чартах Латинской Америки, второй в Германии, Ирландии, Италии, Эстонии и Испании, третьей в Швейцарии и Австрии, четвёртой в Британии, Франции и Греции, пятой в Канаде и Бельгии, шестой в Финляндии, девятой в Японии и одиннадцатой в США.
Альбом She Wolf был выпущен глобально в октябре 2009 года и 23 ноября 2009 года в США. Он получил в основном положительные отзывы от критиков, но был распродан только 89,000 копиями на первой неделе в США, заработав пятнадцатое место в Billboard 200. В США было распродано только 300,000 записей, став её самым неуспешным альбомом за все время. Однако, у альбома был умеренный успех в мире, получив Золотую сертификацию в России, Ирландии, Швейцарии, Польше, Франции, Аргентине, Греции и Венгрии, Платиновую в Испании, Великобритании и на Среднем Востоке, дважды Платиновую в Колумбии и Мексике, и трижды Платиновую в Тайване. На сегодняшний день альбом был распродан 2 миллионами копиями по всему миру, став для Шакиры самым неуспешным альбомом на сегодняшний день в плане продаж.

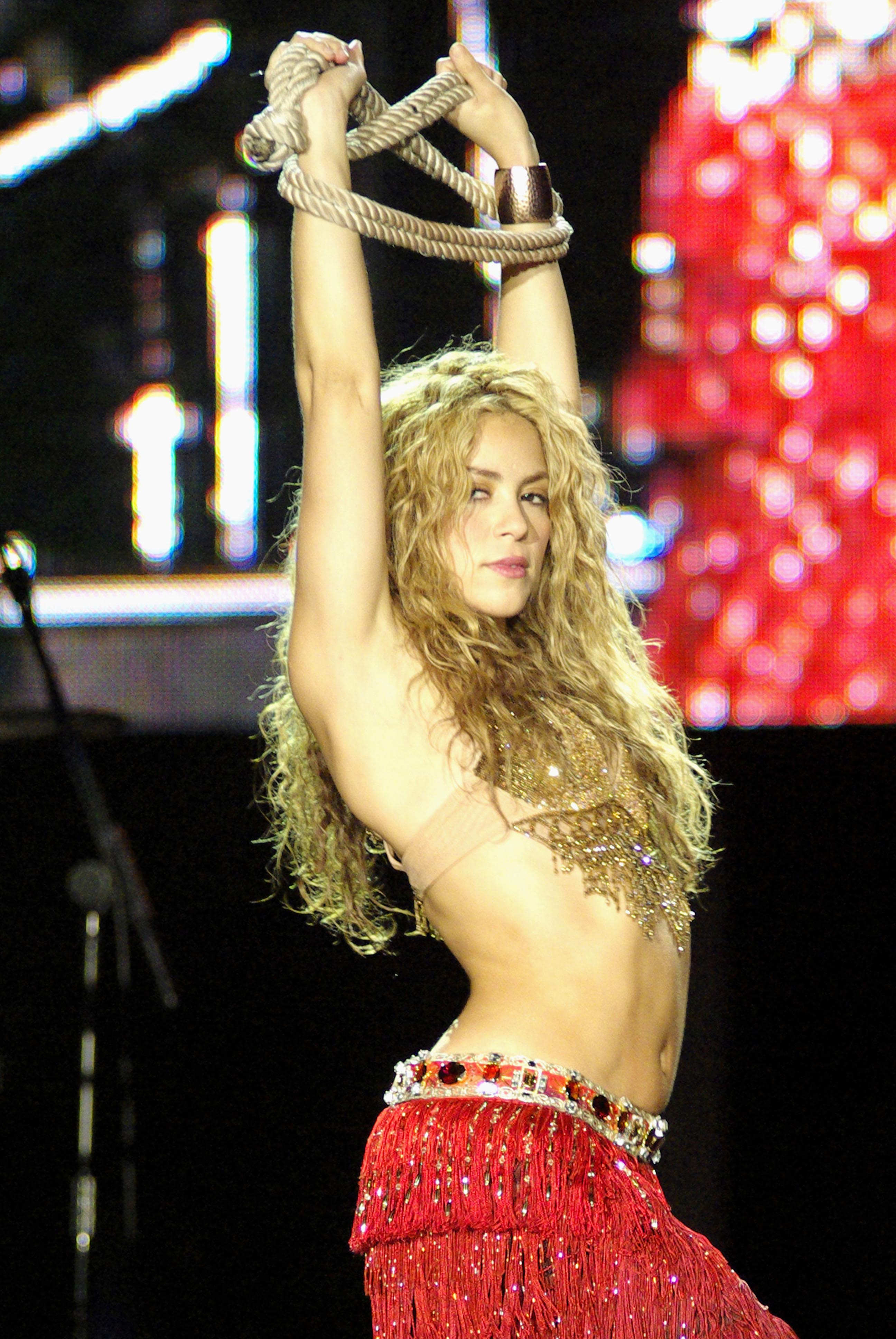
Шакира на фестивале Rock in Rio (2011)

Второй сингл из альбома «Did It Again» был выпущен в октябре 2009 года и должен был выйти в США, но позже всё отменилось. Сингл достиг топ-40 во многих странах мира. «Give It Up to Me» при участии Лил Уэйна был выпущен вторым синглом в США в ноябре 2009 года и достиг топ-40 в Канаде и США. Американский релиз был отложен для того, чтобы Шакира записала песню, которая должна была изначально появиться в альбоме Тимбалэнда Timbaland Presents Shock Value II при участии Шакиры. Однако она решила записать её для своего альбома с рэпом Тимбалэнда, но в итоге выбрала Флоу Райда. Планы касательно сингла снова изменились, когда Лил Уэйн попросил участия в записи песни, что позже и случилось. Третий и последний сингл «Gypsy» был выпущен в феврале 2010 года и достиг топ-40 в Европе, но провалился, не дойдя даже до топ-40 в США и Южной Америке, и получив средний успех.
В мае Шакира сотрудничала с южноафриканской группой Freshlyground, чтобы создать официальную песню для Чемпионата мира по футболу 2010 в Южной Африке. «Waka Waka (This Time for Africa)» была основана на традиционной камерунской солдатской фанговой песне «Zangalewa» группы Zangalewa или Golden Sounds. Сингл позже достиг топ-20 в Европе, Южной Америке и Африке и топ-40 в США. Шакира исполнила его на открытии и закрытии Мирового Кубка. Это самая продаваемая песня Мирового Кубка во все времена. В октябре 2010 года Шакира выпустила девятый студийный альбом Sale el Sol. Альбом дебютировал седьмой строкой в Billboard 200 и возглавил Billboard Top Latin Albums. Главный сингл «Loca» возглавил чарты многих стран. Альбом был распродан более 1 миллионом копий по всему миру за 6 недель и более 4 миллионами со дня выпуска. В сентябре Шакира отправилась в The Sun Comes Out World Tour, в поддержку двух последних альбомов. Тур проходил в странах Северной Америки, Европы, Южной Америки, Азии и Африки со 107 шоу в общей сложности. У критиков были положительные отзывы о туре, похвалив выступление Шакиры и энергию на сцене. 9 ноября 2011 года Шакира удостоилась чести получить награду «Персона Года» и на той церемонии спела кавер-версию песни Джо Арройи «En Barranquilla Me Quedo» в Mandalay Bay Events Center в качестве посвящения певцу, который умер в том же году. В 2010 года Шакира сотрудничала с рэпером Питбулем в песне «Get It Started», которая стала главным синглом из альбома Питбуля Global Warming. Сингл был выпущен 28 июня 2012 года. Она также подписала договор с Roc Nation для выпуска её следующего альбома.

### 2013—2015:ShakiraиThe Voice
В ноябре 2011 года Шакира рассказала про её десятый студийный альбом: «Я уже начала писать новый материал. Я уже работаю в студии, где бы я ни была: в Барселоне или Майами. Я сотрудничаю с различными продюсерами и диджеями и пытаюсь напитаться от этого, найти новые способы вдохновения и новую музыкальную мотивацию. Я беспокоюсь о том, что мне нужно вернуться в студию. Мое тело требует этого». Она работала с такими продюсерами, как Бенни Бланко, Tiësto, RedOne, Макс Мартин, Dr. Luke, LMFAO, Эйкон, Фернандо Гарибэй, Sia, Эстер Дин, Skrillex, The Runners, Terius «The-Dream» Nash, Трики Стюарт, Ши Тейло р и Billboard.
Изначально первый сингл должен был называться «Truth or Dare». Клип был снят в Лиссабоне 29 июня 2012 года. Но из-за неожиданной беременности планы по выпуску сингла и видео были отложены.
17 сентября 2012 было объявлено, что Шакира и Ашер заменят Кристину Агилеру и Си Ло Грина в четвёртом сезоне американской версии шоу «The Voice» вместе с Адамом Левином и Блейком Шелтоном. Шакира объявила, что сосредоточится на своём альбоме осенью и вернётся в шестой сезон в феврале 2014 года. 1 сентября 2013 года Шакира рассказала новости об альбоме: «Изумительный день в студии! 2 года и я, наконец, чувствую, что эти песни такие же лёгкие, как и когда [я одета] в мои рваные джинсы!».
Питер Эдж — один из руководителей RCA Records — сказал журналу Billboard в октябре 2013: «[Есть] новая песня от Шакиры, которая станет знаменательным синглом, мы планируем закончить с ней к концу [2013]». 23 ноября 2013 года Шакира заявила, что она заканчивает писать песни для своего альбома. В декабре 2013 года было объявлено, что новый сингл Шакиры был отложен до января 2014 года, и что в песне приняла участие Рианна. 8 декабря 2013 года Шакира написала в Твиттер: «Я сняла видео для моего первого сингла с режиссёром Джозефом Каном!». 6 января 2014 года и Шакира и Рианна твитнули, что новый сингл будет называться «Can't Remember to Forget You» и выпущен 13 января 2014 года. В данный момент клип на данную песню имеет более 1 млрд просмотров на YouTube. Одноимённый десятый студийный альбом вышел 25 марта 2014 года.
В конце 2014 года Шакира спела дуэтом с группой Mana. Песня называется «Mi Verdad».

### С 2016:El Dorado
26 мая 2016 года состоялась премьера нового сингла колумбийского певца Карлоса Вивеса — «La Bicicleta», в записи которого приняла участие Шакира. Трек вошёл в одиннадцатый альбом певицы El Dorado. 27 октября 2016 года состоялась премьера сингла французского рэпера Black M — «Comme Moi», записанного при участии Шакиры, а 20 февраля 2017 года новой песни Принса Ройса — «Deja vu», записанной при участии Шакиры. Трек вошёл в пятый студийный альбом певца FIVE, релиз которого состоялся 24 февраля. 11 мая стало известно, что обе эти песни также войдут в одиннадцатый студийный альбом El Dorado.
28 октября 2016 года был представлен новый сингл из предстоящего одиннадцатого альбома Шакиры Chantaje при участии колумбийского исполнителя Малумы. 6 апреля 2017 года состоялась премьера нового сингла — «Me Enamoré».
11 мая 2017 года певица в социальных сетях сообщила о дате выхода своего нового альбома — 26 мая.
18 мая 2017 года был представлен ещё один сингл — «Nada».
14 января 2020 года Шакира выпустила сингл «Me Gusta» совместно с пуэрто-риканским рэпером Anuel AA. 6 марта вышел видеоклип на песню.
2 февраля 2020 года вместе с Дженнифер Лопес выступила на финале Национальной футбольной лиги США.
В конце апреля 2020 года Шакира разместила в своих социальных сетях фотографию, в подписи к которой написала, что она вернулась в студию.
16 июля 2021 года Шакира представила сингл «Don’t Wait Up» — первую англоязычную композицию с 2017 года.
21 апреля 2022 года Шакира выпустила песню «Te Felicito», записанную совместно с Рау Алехандро. В тот же день состоялась премьера видеоклипа, съёмки которого проходили в Барселоне. Режиссёром видео выступил Хауме де ла Игуана. 17 июня Шакира, группа Black Eyed Peas и Давид Гетта представили совместный сингл и видеоклип «Don’t You Worry». 19 октября Шакира совместно с Ozuna выпустила сингл «Monotonía». В тот же день состоялась премьера одноимённого клипа, снятого режиссёром Жауме де ла Игуаной.
11 января 2023 года Шакира, совместно с аргентинским рэпером Bizarrap, выпустила песню на испанском языке «BZRP Music Sessions #53». Видео на эту песню менее чем за сутки набрало более 40 миллионов просмотров в YouTube. 24 февраля Шакира вместе с исполнительницей Кароль Джи представила композицию «TQG», вошедшую в альбом Джи Mañana Será Bonito, релиз которого состоялся в тот же день. Певицы также выпустили видео на этот трек, съёмки которого проходили в Барселоне. 30 июня состоялась премьера клипа на песню «Copa Vacía», которую Шакира исполнила вместе с Мануэлем Туризо. Режиссёром ролика выступила сама певица в сотрудничестве с Жауме де ла Игуаной.

## Проблемы с налогами
В июле 2022 года прокуратура Испании запросила 8 лет и 2 месяца тюрьмы, а также штраф на сумму более €23 млн за неуплату налогов. Певица не платила налоги в Испании с 2012 по 2014 год и выводила эти деньги на счета в офшорах. 27 июля Шакира отказалась от сделки с прокуратурой по делу о неуплате налогов на сумму €14,5 млн, посчитав предложение несоразмерным и идущим вразрез с её интересами.

## Артистизм
Шакира известна тем, что переняла много жанров, включая фолк, современный поп и рок. В интервью с Rolling Stone она сказала: «Моя музыка, я думаю, — это синтез различных элементов. И я все время экспериментирую. Поэтому я не пытаюсь ограничить себя или отнести себя к какой-либо категории или… создавать себе заточение». Её предыдущие испанские альбомы Pies Descalzos и Dónde Están los Ladrones? были смесью фолка и латиноамериканской музыки.
Её международный англоязычный альбом Laundry Service и последние альбомы были созданы под влиянием поп-рока и поп-латино. «Laundry Service» в первую очередь поп-рок альбом, но также получил влияние из различных музыкальных жанров. Певица объяснила это смешанным происхождением, сказав: «Я есть интеграция. Такова моя личность. Я слияние белого и чёрного, попа и рока, культур — ливанского отца и испанской матери, колумбийского фольклора и арабского танца, хотя мне нравится и американская музыка». Арабская и ближневосточные элементы, которые были очень сильно отражены в Dónde Están los Ladrones?, также присутствуют и в Laundry Service, большей частью в песне «Твои Глаза» (Ojos Así). Музыкальные стили из различных южноамериканских стран отражены в альбоме. Танго, стиль быстроподвижного бального танца, который зародился в Аргентине, очевиден в «Objection (Tango)», в котором объединены элементы рок-н-ролла Быстроритмичный трек с солом гитары и переходом, в который Шакира добавила рэп вокал.
She Wolf, в первую очередь, это электропоп альбом, который совмещает влияние музыкальных стилей разных стран и регионов, таких как Африка, Колумбия, Индия и Ближний Восток. Шакира определила альбом как «акустическое экспериментальное путешествие» и сказала, что она исследовала народную музыку различных стран для того, чтобы «совместить электронные инструменты с этнической музыкой, бубнами, кларнетами, восточной и хинди музыкой, дэнсхолл и т. д.» Альбом 2010 года Sale el Sol был возвращением к её истокам, с такими балладами как «Lo Que Más» (рус. Больше всего) и «Antes de las Seis» (рус. Раньше шести), рок-балладами «Tu Boca» (рус. Твои губы) и «Devoción» (рус. Преданность) и латиноамериканскими танцевальными песнями такими, как «Loca». Шакира поёт голосом контральто.
Я была фанатом Густаво Черати всю свою жизнь, пока он был частью Soda Stereo и до того, как я узнала его, я уже сходила на три его концерта. И Густаво [Черати], и Santana обогатили меня, они – мое маленькое чудо.
Во многих интервью Шакира говорила, что она всегда любила восточную музыку, которую включила во многие свои ранние работы. К примеру, Шакира использовала индийскую тему для исполнения «Hips Don’t Lie» на Церемонии MTV VMA 2006 в Нью-Йорке. На неё также повлияло арабское происхождение, которое было основным вдохновением для её выдающегося мирового хита «Ojos Así». Она поделилась с португальским телевидением: «Многие из моих движений принадлежат арабской культуре». Она также ссылалась на своих родителей, как главных помощников по созданию её музыки. В детстве Шакира предпочитала рок-н-ролл, яростно слушая любимые рок-банды такие, как Led Zeppelin, The Beatles, Nirvana, The Police и U2. Она поставила Джона Леннона на первое место в музыкальном влиянии. Также Шакира питала слабость к Prince, The Rolling Stones, AC/DC, The Who, The Pretenders, Red Hot Chili Peppers, The Cure, Тому Петти, Depeche Mode, The Clash, Ramones, чье влияние можно услышать в её многих знаменитых песнях. В последнем интервью с журналом Elenco она заметила, что, по её мнению, самые идеальные песни это «Imagine» Джона Леннона и «No Woman, No Cry» Боба Марли.
Шакира сделала несколько кавер-версий знаменитых артистов таких, как AC/DC и Аэросмит, используя их песни в своих турах, к примеру, «Back in Black» и «Dude (Looks Like a Lady)» во время тура Tour of the Mongoose. Она также пела классическую песню Элвиса Пресли «Always on My Mind» на VH1 Divas Live. Во время её тура в 2010—2011 годов «The Sun Comes Out World Tour» она спела песню «Nothing Else Matters» метал-группы Metallica в восточном стиле. На неё также очень сильно повлияла музыка инков и южноамериканский фолк, чьи традиционных инструменты были использованы для латиноамериканских танцевальных поп песен «Whenever, Wherever» и «Despedida». Шакира исполнила две песни для двух отдельных благотворительных концертов в Гаити: «I’ll Stand By You», исполненная The Pretenders, и «Sólo le pido a Dios», исполненная Леоном Гьечо.

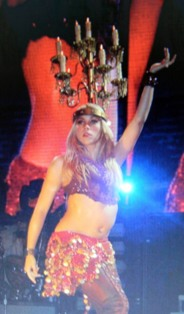
Шакира исполняет танец живота в рамках тура Tour of the Mongoose

Шакира также известна своеобразным танцем в различных клипах и на концерте, отчасти основанным на искусстве танца живота, связанном с её ливанским происхождением. Она часто выступает босиком. Шакира сказала, что выучила этот танец будучи юной, чтобы побороть застенчивость. Она упомянула в интервью с MTV, что научилась танцевать, пытаясь удержать монетку на животе.
Интенсивная тренировка поспособствовала развитию пластичности тела, в чём можно убедиться, посмотрев её клипы: «Ojos Así», «La Tortura», «Hips Don't Lie», «Whenever, Wherever / Suerte», «Beautiful Liar» и «She Wolf / Loba».
У неё было несколько хореографов по танцу живота, включая Суперзвезду Беллидэнса, Боженку. В передаче MTV Making the Video для «La Tortura» выяснилось, что она работала с Джейми Кингом над хореографией, но в итоге, в основном всё придумала она. Именно из-за танца живота в честь Шакиры был назван новый для науки вид наездников Aleiodes shakirae.

## Достижения

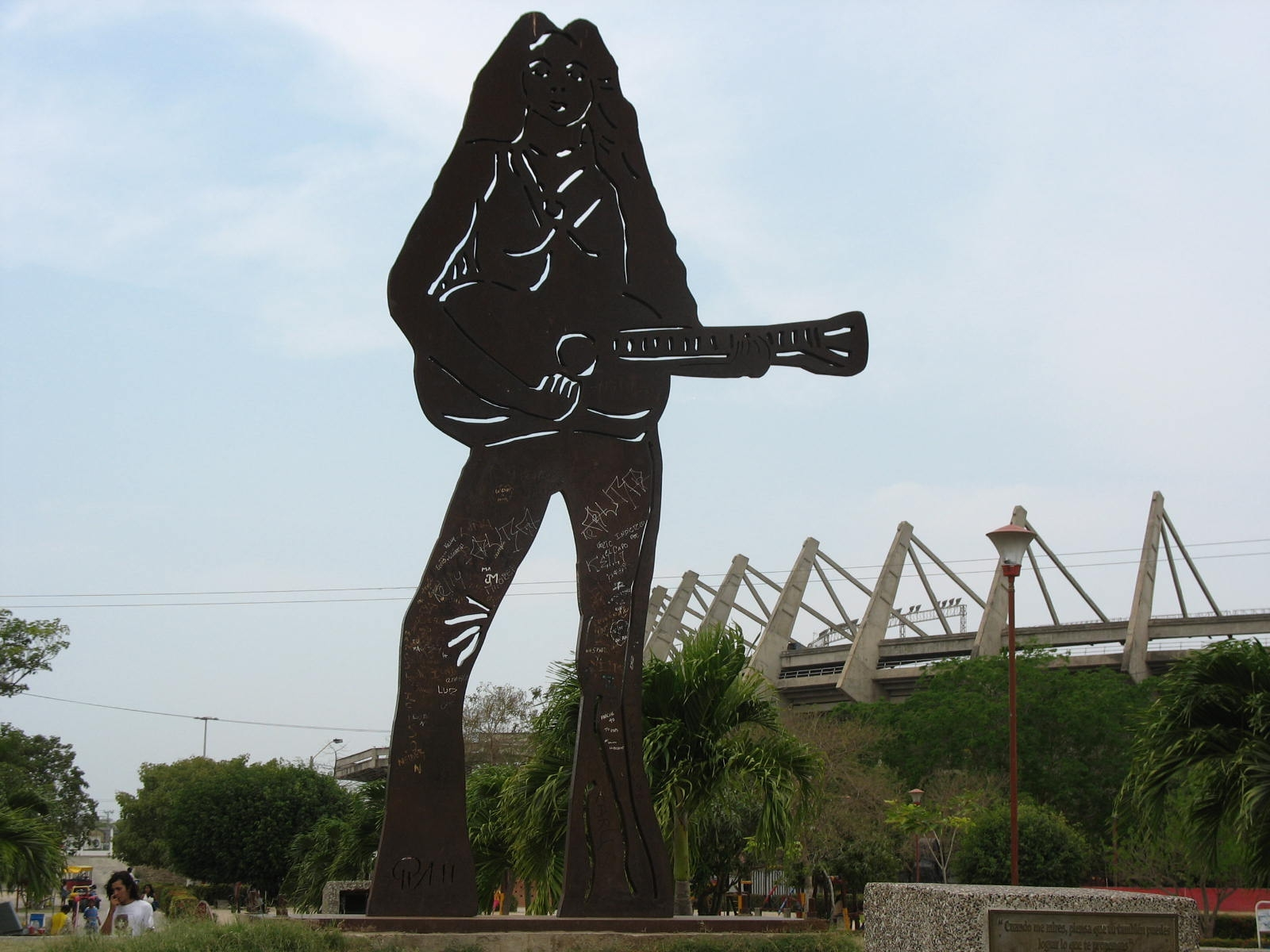
Статуя Шакиры в Барранкилье, Колумбия

Согласно Sony, Шакира самая продаваемая колумбийская артистка во все времена, с продажами от 50 до 60 миллионов альбомов. Согласно Nielsen Broadcast Data Systems, «Hips Don't Lie» была самой проигрываемой песней на первой неделе за всю историю американского радио. Она была проиграна 9,637 раз за первую неделю. Шакира стала первой артисткой за всю историю чартов Billboard, чей сингл «Hips Don’t Lie» был самым желаемым и на Top 40 Mainstream, и на Latin Chart на одной и той же неделе. Её песня «La Tortura» побила рекорд в чарте Billboard’s Hot Latin Tracks, появившись на первой позиции, что было уже не в первый раз в общей сложности 25 недель подряд.
Согласно Yahoo!, её песня «Hips Don’t Lie» — самый продаваемый сингл за последнюю декаду. По сообщению журнала Forbes, в 2008 году среди женщин, занятых в музыкальном бизнесе, доходы Шакиры были наибольшими после Мадонны, Барбры Стрейзанд и Селин Дион. Согласно Nokia, в 2010 году цифровые копии Шакиры выросли в сопоставлении с прошлым годом по сравнению с другими латиноамериканскими артистами за последние пять лет, а She Wolf достигла Top 10 Latino downloads. Вдобавок, она единственная артистка из Южной Америки, которая достигла первое место в U.S. Billboard Hot 100, Australian ARIA и UK Singles Chart. В 2010 году она попала на пятое место в список «Онлайн Видео Самых Популярных Артистов 2010 года» с 404,118,932 просмотрами. Она стала сенсацией на YouTube, превзойдя 1 миллиард просмотров на веб-сайте с «Waka Waka», насчитав более 550 миллионов просмотров. Она третий человек, который смог это сделать после Леди Гага и Джастина Бибера. В марте 2014 года Шакира объявила о том, что у неё больше всего подписчиков на Фейсбуке и 86 миллионов «лайков».
В 2011 году Шакира удостоилась чести получить премию Latin Grammy в категории «Персона Года 2011 года». Она также получила звезду на Голливудской «Аллее Славы», которая находится на 6270 Hollywood Blvd. Изначально ей должны были дать звезду на Голливудской «Аллее славы» в 2004 году, но она отказалась от предложения. В 2012 году она получила Орден Искусств и литературы.

## Другие профессии

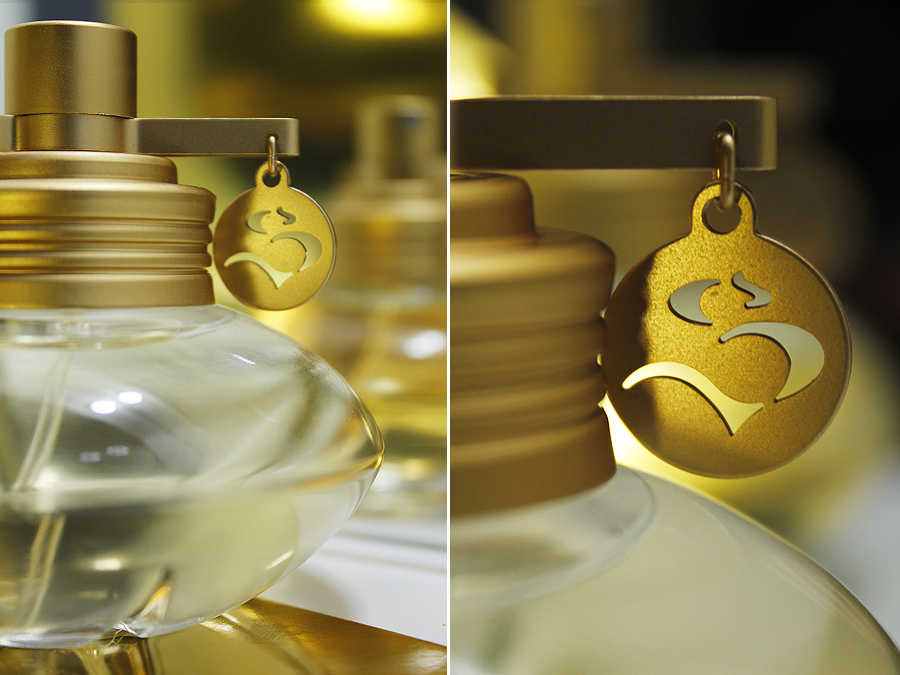
Флакон духов S by Shakira, первый женский аромат от Шакиры.

Шакира появилась в колумбийской теленовелле El Oasis в 1994 году, сыграв Луису Марию. В декабре 2009 года Шакира появилась в роли самой себя в сериале Дурнушка, эпизод «Багамский Треугольник». В 2010 году Шакира появилась в фэнтези сериале Волшебники из Вэйверли Плэйс в одном из эпизодов. Её также несколько раз упомянули в сериале Джордж Лопес. Она была персонально приглашена Габриэлем Гарсией Маркисом сыграть роль в фильме Любовь во время холеры, но отказалась из-за того, что должна была сняться голой.
Шакира в 2010 году стала звёздным представителем Freixenet, снявшись в традиционной рождественской рекламе. Каждый год эта компания по производству Кавы нанимает всемирно известных знаменитостей, чтобы быть лицом долгожданной праздничной рекламы. В рекламе Шакира была одета в золотое платье под цвет игристого. «В этом году давайте произнесем тост за то, что солнце светит в этом году больше обычного. Лучшее уже на подходе. С Рождеством!» — сказала Шакира в рекламе. На пресс-конференции в Барселоне Шакира представила рождественскую рекламу, которая вышла 9 декабря в Испании. Она также воспользовалась случаем, чтобы объявить о том, что она потратила $500,000 EUR ($662,085 USD) гонорара, который ей дала винная компания, чтобы профинансировать две школы от имени её фонда Pies Descalzos. Партнёрство между Шакирой и Freixenet также включило проморолик от «Pies Descalzos Foundation», который снял её постоянный коллега Каталан Хауме де Лайгуана.
Шакира запустила свою новую линию красоты «S by Shakira» с головной компанией Puig в 2010 году.

## Личная жизнь
Шакира с рождения говорит на испанском, но также разговаривает свободно на английском, португальском, итальянском, каталанском. Также, она немного говорит на французском и арабском. Шакира — католичка, она имела аудиенцию у Иоанна Павла II в 1998 году. Она интересуется мировой историей и часто изучает историю и языки разных стран, которые она посещает. После окончания её тура Oral Fixation летом 2007 года Шакира поступила в Калифорнийский университет в Лос-Анджелесе на курс «История Западной Цивилизации». Она использовала своё второе имя и фамилию, Изабель Мебарак, и сказала профессору, что она приехала из Колумбии, чтобы не быть узнанной. Также известно, что у Шакиры IQ 140. У Шакиры есть двоюродная сестра, модель и Мисс Колумбия 2005—2006 годов, Валери Домингес. В интервью на The Paul O'Grady Show она упомянула, что у неё многонациональная родословная, поэтому она написала песню «Gypsy».

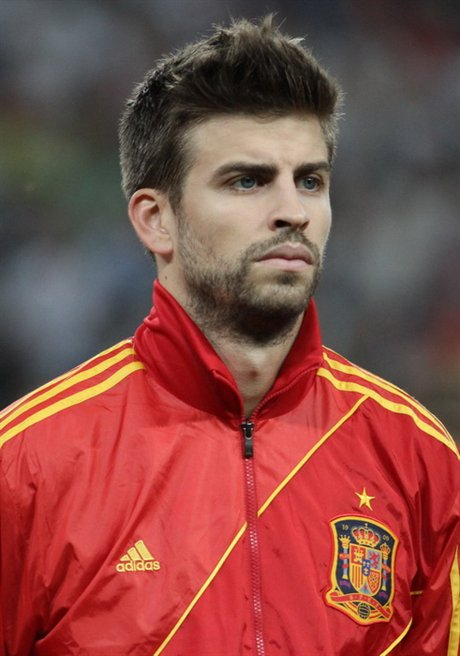
Испанский футболист Жерар Пике начал встречаться с Шакирой в 2010 году

Шакира начала встречаться с аргентинским адвокатом Антонио де ла Руа в 2000 году. В интервью 2009 года Шакира заявила, что у них серьёзные отношения, как у замужней пары, и «им не нужны для этого бумажки». 10 января 2011 года. Шакира объявила на своём сайте, что после 11 лет, проведенных вместе, она и де ла Руа расстались в августе 2010 года после того, как приняли «обоюдное решение пожить отдельно». Она написала, что для пары «этот период расставания временный и это время для индивидуального роста, пока мы будем партнерами в нашем бизнесе и профессиональной жизни», — пока де ла Руа будет «интересоваться бизнесом и карьерой Шакиры, что он всегда и делал». В сентябре 2012 года было сообщено, что де ла Руа планировал подать иск на Шакиру в размере $250 миллионов, требуя денежную компенсацию за его работу в качестве её бизнес-менеджера, а также за совместно нажитое имущество. Де ла Руа в итоге завел иск в Калифорнии в апреле 2013 года, потребовав $100 миллионов, которые, по его мнению, ему принадлежали после того, как Шакира неожиданно завершила своё бизнес партнёрство с ним в октябре 2011 года, десять месяцев спустя после их расставания.
Шакира встречалась с испанским футболистом Жераром Пике, защитником каталонской «Барселоны» и национальной сборной по футболу. Они встретились весной 2010 года, когда Пике появился в клипе Шакиры «Waka Waka (This Time for Africa)», официальной песне Чемпионата мира по футболу 2010. Шакира официально подтвердила отношения 29 марта 2011 года через Твиттер и Фейсбук, опубликовав фотографию обоих с подписью: «Я представляю вам мое солнышко». Это был первый раз, когда она рассказала об отношениях после нескольких месяцев слухов в СМИ. В сентябре 2012 года Шакира подтвердила, что она и Пике ждут первого ребёнка. Шакира родила сына Милана Пике Мебарака 22 января 2013 года в Барселоне, Испания, где живёт её семья. 29 января 2015 года в Барселоне у пары родился второй сын, которого пара назвала Саша.
2 июня 2022 года пара рассталась.

## Общественная деятельность

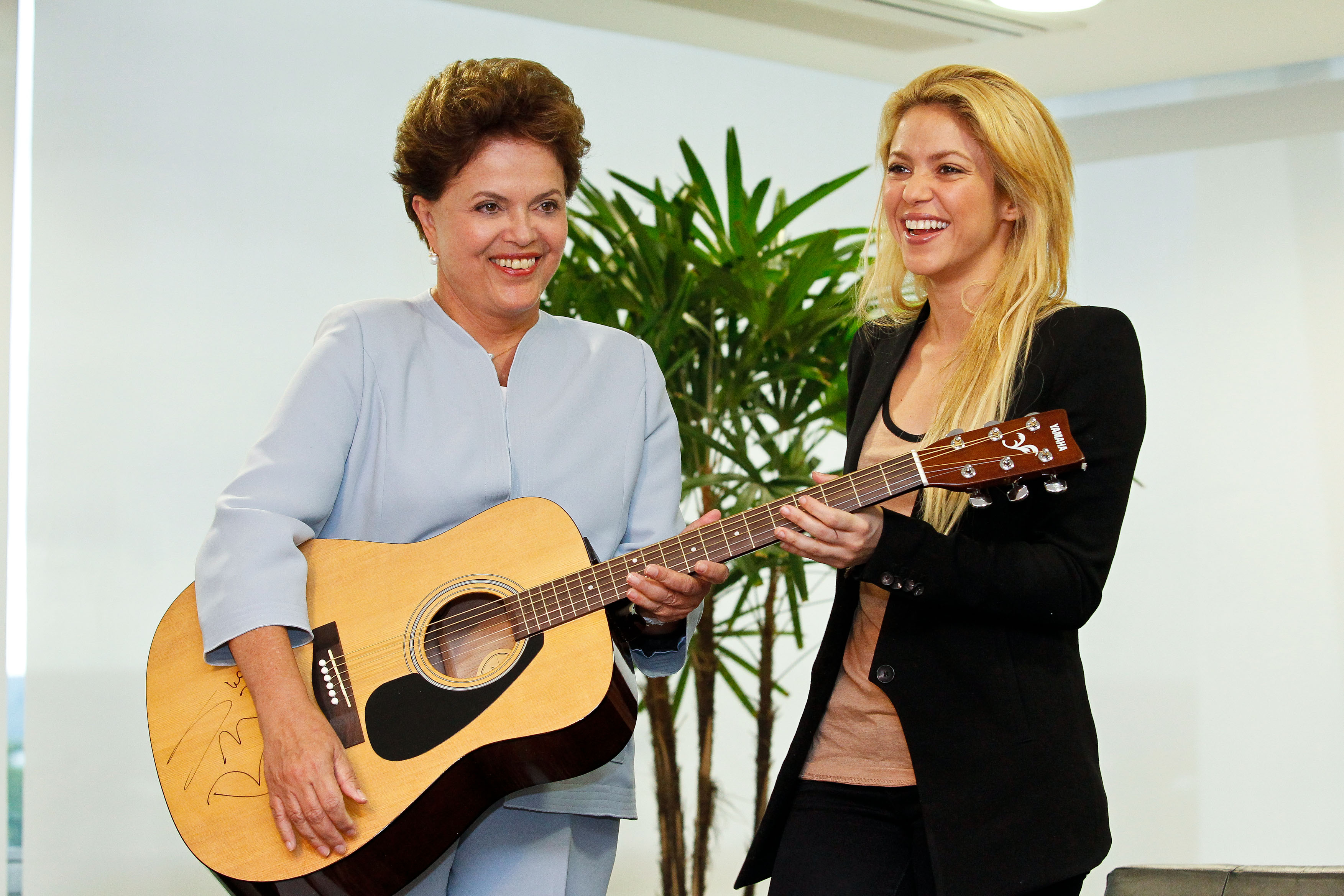
Президент Бразилии Дилма Русеф получила гитару на благотворительном аукционе Шакиры (2011)

В 1997 году Шакира основала Pies Descalzos Foundation. Это колумбийский благотворительный фонд со специальными школами для бедных детей по всей Колумбии. Учредителями являются Шакира и другие международные группы и отдельные личности. Название фонда было взято с третьего студийного альбома Шакиры Pies Descalzos, выпущенного в 1995 году. В течение своей карьеры Шакира исполнила огромное количество бенефисов. В 2002 году она спела на концерте под открытым небом Party in the Park, организованном благотворительным фондом Prince’s Trust. В том же году она выступила на концерте Divas Live, который проводил канал VH1 в поддержку Save the Music Foundation. 2 июля 2005 года она исполнила «Whenever, Wherever» и «La Tortura» на благотворительном концерте, который проводил канал Live 8 в Версале, рядом с Парижем. 7 июля 2007 года Шакира была на разогреве германской части фестиваля Live Earth в Гамбурге. В её сет вошло «Don't Bother», «Inevitable», «Día Especial» (с Густаво Черати) и «Hips Don't Lie». Шакира также выступила на «Clinton Global Initiative», где она исполнила свои хиты «Underneath Your Clothes», «Inevitable» и «Hips Don’t Lie». 17 мая 2008 года Шакира и двадцать других латиноамериканских и испанских артистов выступили в Буэнос-Айресе и Мехико, чтобы собрать деньги для Акта Солидарности в Латинской Америке, который организовала Шакира под названием «America Latina en Accion Solidaria» (ALAS Foundation). Этот концерт привлек 150,000 людей в Буэнос-Айрес. Хотя билеты и были бесплатные, спрос превысил предложение; некоторым фанатам посчастливилось перепродать бесплатные билеты.

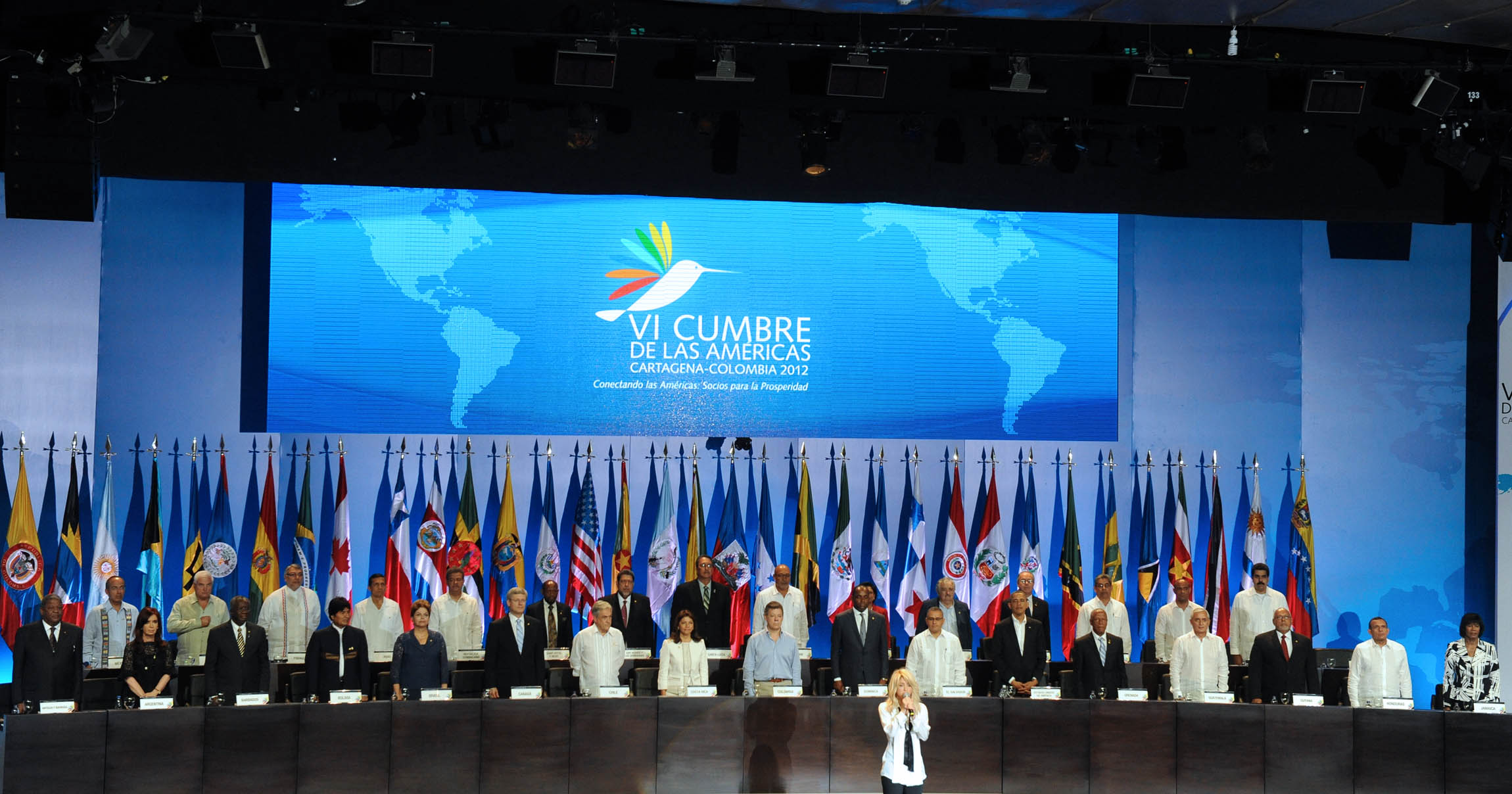
Шакира поёт Гимн Колумбии на Саммите Америк в Картахене

Она выступала против исполнения Arizona statute SB1070, закона о нелегальной иммиграции, сказав, что это против человеческих правил.
Шакира — Посол доброй Воли ЮНИСЕФ и одна из мировых представителей. «Шакира, как и все наши Послы Доброй Воли, была выбрана из-за её сострадания, вовлеченности в глобальные проблемы, чрезвычайной обязательности помогать детям и обращения к молодым людям по всему миру. Мы очень рады, что Шакира присоединилась к семье ЮНИСЕФ. Я знаю, она поможет донести миссию ЮНИСЕФ до народа, который окажет большое влияние на наше будущее — молодых людей», — сказал исполнительный директор ЮНИСЕФ, Кэрол Беллами. В декабре 2007 года Шакира приехала в Бангладеш, чтобы познакомиться с жертвами циклона «Сидр». Она провела 3 дня с потерпевшими и посетила детей, пострадавших от катастрофы в школах, построенных ЮНИСЕФ, и участвовала в раздаче аптечек и теплых вещей. Она сказала, что от школ, в которых она побывала в Мизапуре, мало что осталось, но они все ещё являются «оазисом» для детей. «Я убеждена как никогда, что образование — это решение стольких проблем, с которыми сталкиваются наши дети в странах, как моя или развитых странах, как эта. Это ключ к лучшему и более безопасному миру», — сказала она.
3 апреля 2006 года Шакира получила награду на церемонии ЮНИСЕФ за создание Pies Descalzos Foundation. На мероприятии Шакира сказала «Давайте не будем забывать о том, что в конце дня мы пойдем домой, а 960 детей умрут в Латинской Америке». 28 сентября 2007 года на Clinton Global Initiative выяснилось, что Шакире вручили $40 миллионов от испанского правительства за помощь жертвам природных катастроф. И вдобавок $5 миллионов были пожертвованы в четыре латиноамериканские страны на образование и здоровье. Как часть концертов в мае 2007 года её ALAS Foundation получил $ 200 миллионов от филантропов Карлоса Слима, самого богатого мужчины Мексики и Говарда Баффетта, сына американского гуру инвесторов Уоррена Баффетта, объявила Шакира 15 апреля 2008 года.

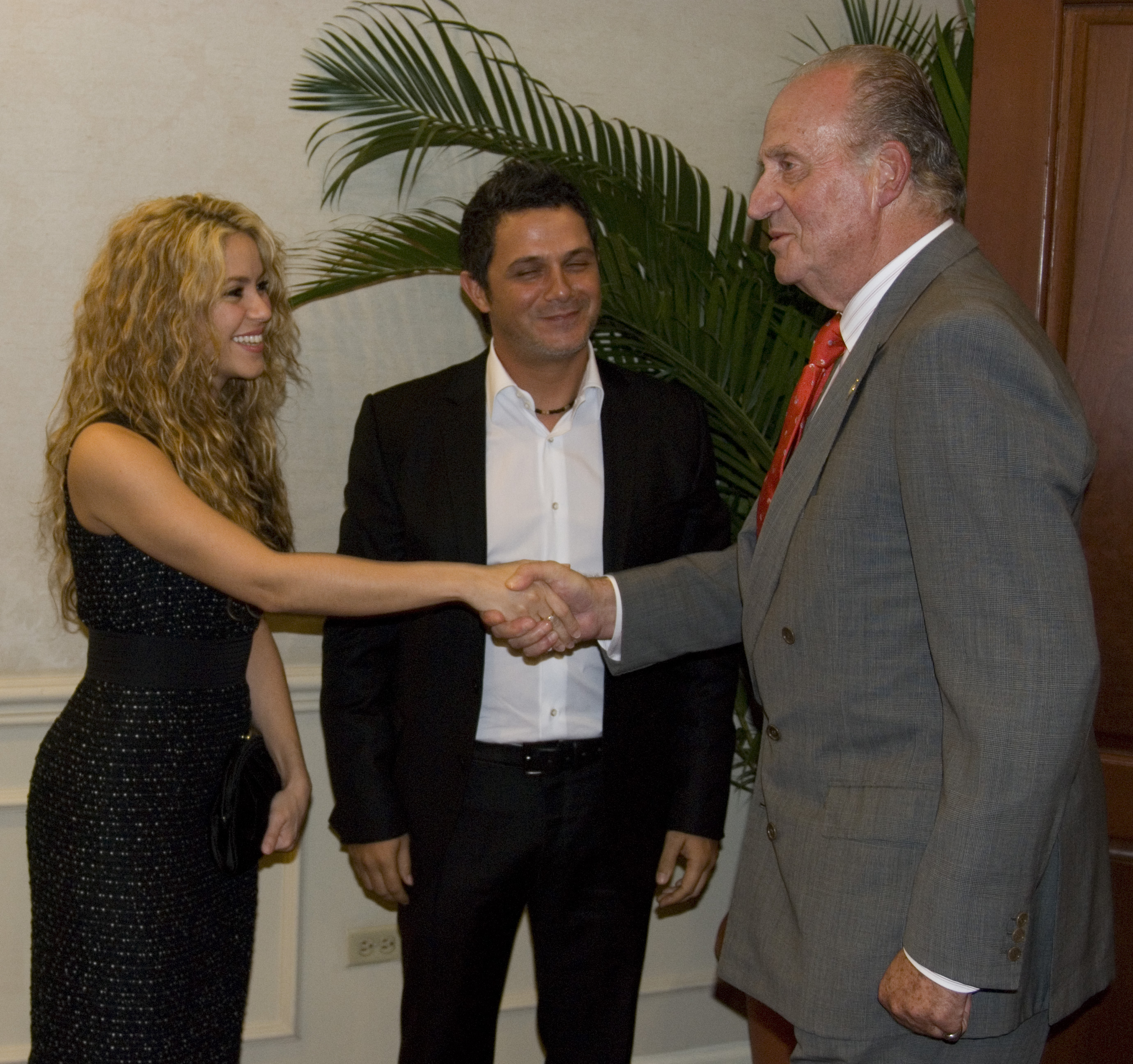
Шакира, Алехандро Санс и Хуан Карлос I во время Иберо-американского саммита в Сальвадоре

Шакира стала почетным председателем «Недели Активности» 2008 (21-27 апреля). Событие проходило дабы рассказать об Образовании во всех смыслах было проспонсировано Всемирной Компанией по Образованию (GCE). Она сказала Американскому Конгрессу, Британскому премьер-министру Гордону Брауну и президенту Всемирного банка Роберту Зеллику продвигать движение, направленное на Глобальное Образование. Анджелина Джоли занимала это место в прошлом году. People En Español объявил в декабре 2008/январе 2009 года, что Шакира получила звание «Филантроп Года» как часть награды «Las Estrellas del Año» (Звезды Года). Шакира также попала на 48 позицию в списке «Топ-50 Самых Благотворительных Людей» по версии журнала OK!. Было объявлено, что она жертвует по $55,000 на благотворительность каждый год. На свой 32-й день рождения Шакира открыла новую школу на $6 миллионов в её родной Барранкилье, которую спонсировала сама и её Pies Descalzos Foundation.
7 декабря 2009 года Шакира была приглашена в Оксфордский Университет, чтобы произнести речь о своей работе и образовании перед детьми. Она была выбрана Оксфордским Союзом в качестве оратора как и Альберт Эйнштейн, несколько американских президентов, Мать Тереза и Далай-лама XIV. Во время речи Шакира сказала: «Вот как я хочу, чтобы молодёжь 2060 увидела нас: Эта наша миссия за глобальный мир состояла из 30 000 афганских преподавателей, а не 30 000 солдат. Что в 2010 году мировое образование стало более важным, чем мировое господство».
В марте 2010 года её наградили медалью от имени Международной организации труда ООН в знак признания того, что она, как и ООН, как выразился Руководитель организации по труду, Хуан Сомавия, «истинный посол для детей и молодых людей для получения качественного образования и социальной справедливости». В ноябре 2010 года после выступления на открытии MTV European Music Awards, колумбийская певица также получила награду от MTV в категории «Освободи Свой Разум» за постоянные попытки улучшить доступ к получению образования для детей по всему миру.
В феврале 2011 года Фонд ФК Барселона и Pies descalzos достигли соглашения по образованию детей через спорт.
5 октября 2011 года американский президент Барак Обама объявил о том, что Шакира была выбрана членом Инициативы Белого Дома по развитию образования испаноязычных американцев.
Шакира получила Latin Grammys в категории «Персона Года» 9 ноября 2011 года за её филантропию и вклад в латиноамериканскую музыку.

## Дискография
- Magia (1991)
- Peligro (1993)
- Pies Descalzos (1995)
- Dónde Están los Ladrones? (1998)
- Laundry Service (2001)
- Fijación Oral, Vol. 1 (2005)
- Oral Fixation, Vol. 2 (2005)
- She Wolf (2009)
- Sale el Sol (2010)
- Shakira (2014)
- El Dorado (2017)
- Las Mujeres Ya No Lloran (2024)

## Туры
- Tour Pies Descalzos (1996-97)
- Tour Anfibio (2000)
- Tour of the Mongoose (2002-03)
- Oral Fixation Tour (2006-07)
- The Sun Comes Out World Tour (2010-11)
- El Dorado World Tour[англ.] (2018)

## Фильмография
| Год       | Название                     | Роль                       | Примечания                                                                                            |
| --------- | ---------------------------- | -------------------------- | --- |
| 1996      | El oasis                     | Луиса Мария                | |
| 2001-2009 | Saturday Night Live          | Камео/ Музыкальный гость   | «Джерард Батлер/Шакира» (35.4) «Алек Болдуин/Шакира» (31.8) «Дерек Джетер/Шакира/Бубба Спаркс» (27.7) |
| 2002      | Taina                        | Камео                      | «Абуэло знает лучше» (2.8)                                                                            |
| 2009      | Дурнушка                     | Камео                      | «Багамский Треугольник» (4.8)                                                                         |
| 2010      | Волшебники из Вэйверли Плэйс | Камео                      | «Чувак, выглядящий как Шакира» (3.12)                                                                 |
| 2013      | Голос                        | Камео (тренер и судья)     | Сезон 4, 6                                                                                            |
| 2013      | День рождения Алисы          | Капитан (испанский дубляж) | Озвучивание                                                                                           |
| 2016      | Зверополис                   | Газелле                    | Озвучивание                                                                                           |